# 張璡 (弘治進士)
張璡（1466年—？），字伯純，山西澤州人，民籍，明朝政治人物。

## 生平
弘治二年（1489年）己酉科山西鄉試第四十二名舉人。弘治九年（1496年）中式丙辰科會試第一百十九名，三甲第四十二名進士。授河南尉氏县知县。正德五年（1510年）二月由御史升河南提学佥事。六年二月调任陕西，与甘肃巡抚张翼不和，九年十一月被革职为民。

## 家族
曾祖張彬；祖父張俞；父張廣，聽選官。母宋氏。具庆下。弟琛、珽。